# Rene Bach Madsen
Rene Bach Madsen (født 7. marts 1985 i Struer) er en dansk håndboldspiller, der stoppede sin aktive karriere i 2014. Tidligere har han optrådt for Team Tvis Holstebro, den spanske klub CB Torrevieja, den tyske klub GWD Minden, Viborg HK og den norske klub ØIF Arendal.

## Karriere
Han startede som 4-årig. Han står noteret for 4 A-landsholds kampe. Han var med til at vinde U-VM Guld i 2005 i Ungarn og blev ligeledes udtaget til All Star-holdet som bedste venstre back.